# Хайятерт
„Хайятерт“ (на български: Арменски лист) е арменски обществено-политически вестник във Варна и Русе.
Вестникът излиза във вторник и петък от 18 април 1903 до 13 ноември 1904 г. Първите 17 и няколко от последните броя излизат във Варна, а останалите в Русе.
До брой 17 отговорен редактор е Мардик Оханесов, след това е Степан Мелкисетян, а от брой 95 – А. Б. Сваджиян. Редактори са Д. Джъкнаворян и Д. Елмасян. Отпечатва се в печатниците на Д. Тодоров и П. Глушков във Варна и на Б. Н. Малджиев в Русе.